# Nan Ling
Nan Ling (kinesisk skrift: 南岭; pinyin: Nánlǐng) er den samlede betegnelse for nogle bjergkæder i det sydlige Kina. De løber gennem den autonome region Guangxi og provinserne Guangdong, Hunan og Jiangxi. 
Nan Ling-bjergene skiller det centrale Kina fra Sydkina. Områderne syd for bjergene har tropisk klima, og det muliggør at høste  ris to gange om året.
Bjergene er også vandskel mellem Chang Jiang og Perlefloden. Bjergkæderne er op til 200 km brede og løber 600 km i øst-vestlig retning. 
Et andet navn på bjergkæderne er Wuling-bjergene (五岭), Wǔ Lǐng der kan oversættes med  «fem bjerge» eller 五岭山脉), eftersom den består af de fem bjergkæder Yuecheng (越城岭), Dupang (都庞岭), Mengzhu (萌渚岭), Qitian (骑田岭) og Dayu (大庾岭). I virkeligheden kan man også medregne udløberen Jiulian-bjergene (九连山) på grænsen mellem Jiangxi og Guangdong. 
25°10′N 112°20′Ø / 25.167°N 112.333°Ø